# Cagliari Calcio 1971-1972
Questa voce raccoglie le informazioni riguardanti il Cagliari Calcio nelle competizioni ufficiali della stagione 1971-1972.

## Stagione
La squadra sarda affidata a Manlio Scopigno ottiene una brillante quarta posizione, che le vale un posto in Coppa UEFA per la stagione successiva. 
Ancora sugli scudi Gigi Riva autore di 24 reti, di cui 21 in campionato e 3 in Coppa Italia. 
Molto regolare il passo dei rossoblù nel torneo, con 20 punti ottenuti nel girone di andata e 19 nel ritorno. Il campionato inizia modestamente con tre punti nelle prime quattro partite. La vittoria della quinta giornata con il Napoli (2-1) rilancia i rossoblù che da quel momento danno il via a una sorprendente serie di quattordici risultati utili consecutivi, prima di essere fermati in casa (1-2) dal Torino di Gustavo Giagnoni. In quest'arco di tempo è da ricordare la vittoria con la Juventus (2-1) allo Stadio Sant'Elia durante la tredicesima giornata, con reti di Angelo Domenghini e Sergio Gori. Il campionato procede alla grande con le vittorie contro Milan, Roma, Inter, Fiorentina e Lanerossi Vicenza. Ma alla fine, a causa di alcuni passi falsi e molta sfortuna, i cagliaritani perdono la volata scudetto con la Juve. 
In Coppa Italia i sardi sono inseriti nel settimo girone di qualificazione, arrivano primi con la Fiorentina a 6 punti, vincendo anche a Firenze, ma devono cedere il passo ai viola causa peggior differenza reti. 
Il Cagliari partecipa al termine del campionato al Torneo Anglo-Italiano nel gruppo 2: vince 1-0 in casa con il Leicester City, ma perde in casa 1-3 con il Sunderland, Nel ritorno perde 2-1 in trasferta a Leicester e pareggia 3-3 con il Sunderland.
Tra i migliori della stagione vi sono il libero Giuseppe Tomasini, che riconquista effettivamente il suo ruolo originale, e lo stopper Comunardo Niccolai i quali, da alcuni anni, formano una delle migliori coppie difensive del campionato. A centrocampo il mediano Pierluigi Cera è sempre il grande cervello della squadra e anche la mezzala brasiliana Nené dà sempre un apporto determinante al gioco con la sua classe. Inoltre si registra il riscatto di Sergio Gori dall'ultima stagione che torna in Nazionale assieme ad Enrico Albertosi, Niccolai, Cera, Angelo Domenghini e Riva.

## Calciomercato
| Acquisti         | Acquisti          | Acquisti     | Acquisti      |
| R.               | Nome              | da           | Modalità      |
| ---------------- | ----------------- | ------------ | ------------- |
| D                | Fabrizio Poletti  | Torino       | definitivo    |
| A                | Alessandro Vitali | L.R. Vicenza | definitivo    |
| Altre operazioni |                   |              |               |
| R.               | Nome              | da           | Modalità      |
| D                | Riccardo Dessì    | Tharros      | fine prestito |
| D                | Oreste Lamagni    | Guastalla    | definitivo    |

| Cessioni | Cessioni             | Cessioni     | Cessioni      |
| R.       | Nome                 | a            | Modalità      |
| -------- | -------------------- | ------------ | ------------- |
| D        | Roberto De Petri     | L.R. Vicenza | definitivo    |
| C        | Cesare Poli          | L.R. Vicenza | definitivo    |
| A        | Giampaolo Menichelli |              | fine carriera |
| A        | Corrado Nastasio     | Modena       | definitivo    |

## Risultati

### Serie A

#### Girone di andata
| Arbitro: | Trono (Torino) |

|                                 |           |           |
| Riva 9’ Brugnera 44’ Vitali 75’ | Marcatori | 53’ Orazi |

| Arbitro: | Ciacci (Firenze) |

|                          |           |          |
| Moro 16’ Magistrelli 58’ | Marcatori | 63’ Riva |

| Cagliari 24 ottobre 1971 3ª giornata | Cagliari           | 0 – 0 | Catanzaro | Stadio Sant'Elia\| Arbitro: \| Lazzaroni (Milano) \| |
| Arbitro:                             | Lazzaroni (Milano) |       |           |                                                      |

| Arbitro: | Gussoni (Tradate) |

|           |           |  |
| Rossi 86’ | Marcatori |  |

| Arbitro: | Pieroni (Roma) |

|                              |           |                |
| Riva 27’ Pogliana 27’ (aut.) | Marcatori | 45’ Manservisi |

| Milano 14 novembre 1971 6ª giornata | Milan             | 0 – 0 | Cagliari | Stadio San Siro\| Arbitro: \| Angonese (Mestre) \| |
| Arbitro:                            | Angonese (Mestre) |       |          |                                                    |

| Arbitro: | Cantelli (Firenze) |

|               |           |           |
| Riva 11’, 54’ | Marcatori | 83’ Rizzo |

| Arbitro: | Serafino (Roma) |

|                                  |           |                       |
| Niccolai 62’ (aut.) Petrelli 86’ | Marcatori | 20’ Brugnera 51’ Riva |

| Milano 12 dicembre 1971 9ª giornata | Inter           | 0 – 0 | Cagliari | Stadio San Siro\| Arbitro: \| Menegali (Roma) \| |
| Arbitro:                            | Menegali (Roma) |       |          |                                                  |

| Cagliari 19 dicembre 1971 10ª giornata | Cagliari         | 0 – 0 | Fiorentina | Stadio Sant'Elia\| Arbitro: \| Gonella (Torino) \| |
| Arbitro:                               | Gonella (Torino) |       |            |                                                    |

| Arbitro: | Lattanzi (Roma) |

|  |           |          |
|  | Marcatori | 37’ Riva |

| Arbitro: | Francescon (Padova) |

|  |           |                         |
|  | Marcatori | 11’ Domenghini 31’ Riva |

| Arbitro: | Angonese (Mestre) |

|                         |           |             |
| Domenghini 26’ Gori 90’ | Marcatori | 83’ Bettega |

| Genova 16 gennaio 1972 14ª giornata | Sampdoria         | 0 – 0 | Cagliari | Stadio Luigi Ferraris\| Arbitro: \| Toselli (Cormons) \| |
| Arbitro:                            | Toselli (Cormons) |       |          |                                                          |

| Arbitro: | Motta (Monza) |

|            |           |  |
| Vitali 18’ | Marcatori |  |

#### Girone di ritorno
| Arbitro: | Michelotti (Parma) |

|  |           |                             |
|  | Marcatori | 18’ (aut.) Colombo 36’ Riva |

| Arbitro: | Trinchieri (Reggio Emilia) |

|               |           |  |
| Riva 80’, 84’ | Marcatori |  |

| Arbitro: | Lo Bello (Siracusa) |

|                        |           |                       |
| Spelta 66’, 90’ (rig.) | Marcatori | 65’ Brugnera 71’ Nené |

| Arbitro: | Francescon (Padova) |

|                 |           |                    |
| Riva 65’ (rig.) | Marcatori | 16’ Bui 61’ Pulici |

| Napoli 27 febbraio 1972 20ª giornata | Napoli            | 0 – 0 | Cagliari | Stadio San Paolo\| Arbitro: \| Gussoni (Tradate) \| |
| Arbitro:                             | Gussoni (Tradate) |       |          |                                                     |

| Arbitro: | Michelotti (Parma) |

|                         |           |           |
| Gori 6’ Riva 87’ (rig.) | Marcatori | 47’ Bigon |

| Arbitro: | Toselli (Cormons) |

|                                |           |          |
| Gregori 4’ Niccolai 50’ (aut.) | Marcatori | 33’ Riva |

| Arbitro: | Monti (Ancona) |

|          |           |  |
| Riva 14’ | Marcatori |  |

| Arbitro: | Lo Bello (Siracusa) |

|                       |           |                       |
| Riva 31’ Brugnera 75’ | Marcatori | 25’ (rig.) Boninsegna |

| Arbitro: | Bernardis (Roma) |

|  |           |          |
|  | Marcatori | 29’ Riva |

| Arbitro: | Menegali (Roma) |

|                                              |           |  |
| Gori 14’ Stanzial 45’ (aut.) Riva 87’ (rig.) | Marcatori |  |

| Arbitro: | Calì (Roma) |

|          |           |            |
| Riva 19’ | Marcatori | 6’ Petrini |

| Arbitro: | Toselli (Cormons) |

|                         |           |          |
| Furino 28’ Anastasi 73’ | Marcatori | 61’ Gori |

| Arbitro: | Casarin (Milano) |

|                              |           |           |
| Mancin 3’ Riva 5’ Vitali 40’ | Marcatori | 54’ Fotia |

| Arbitro: | Menegali (Roma) |

|                         |           |          |
| Petrini 55’ (rig.), 90’ | Marcatori | 33’ Riva |

### Coppa Italia

#### Primo turno
| Arbitro: | Motta (Monza) |

|                           |           |                                |
| Vitali 39’ Domenghini 87’ | Marcatori | 26’ (rig.) Incerti 36’ Galuppi |

| Arbitro: | Mascali (Desenzano del Garda) |

|            |           |          |
| Pavone 72’ | Marcatori | 17’ Riva |

| Arbitro: | Lazzaroni (Milano) |

|                                 |           |  |
| Riva 24’, 56’ (rig.) Vitali 65’ | Marcatori |  |

| Arbitro: | Torelli (Milano) |

|  |           |            |
|  | Marcatori | 53’ Vitali |

### Coppa Anglo-Italiana

#### Fase a gruppi
| Arbitro: | Turner |

|                    |           |  |
| Sammels 22’ (aut.) | Marcatori |  |

| Arbitro: | Matthewson |

|            |           |                                |
| Vitali 66’ | Marcatori | 15’ Tueart 16’ Kerr 72’ Lathan |

| Arbitro: | Menegali |

|                    |           |            |
| Weller 3’ Nish 15’ | Marcatori | 59’ Vitali |

| Arbitro: | Pieroni |

|                                   |           |                            |
| Tueart 12’ McGiven 14’ Watson 68’ | Marcatori | 47’ Roffi 67’, 81’ Poletti |

## Statistiche

### Statistiche di squadra
| Competizione         | Punti | In casa | In casa | In casa | In casa | In casa | In casa | In trasferta | In trasferta | In trasferta | In trasferta | In trasferta | In trasferta | Totale | Totale | Totale | Totale | Totale | Totale | DR  |
| Competizione         | Punti | G       | V       | N       | P       | Gf      | Gs      | G            | V            | N            | P            | Gf           | Gs           | G      | V      | N      | P      | Gf     | Gs     | DR  |
| -------------------- | ----- | ------- | ------- | ------- | ------- | ------- | ------- | ------------ | ------------ | ------------ | ------------ | ------------ | ------------ | ------ | ------ | ------ | ------ | ------ | ------ | --- |
| Serie A              | 39    | 15      | 11      | 3       | 1       | 25      | 10      | 15           | 4            | 6            | 5            | 14           | 13           | 30     | 15     | 9      | 6      | 39     | 23     | +16 |
| Coppa Italia         | 6     | 2       | 1       | 1       | 0       | 5       | 2       | 2            | 1            | 1            | 0            | 2            | 1            | 4      | 2      | 2      | 0      | 7      | 3      | +4  |
| Coppa Anglo-Italiana | 9     | 2       | 1       | 0       | 1       | 2       | 3       | 2            | 0            | 1            | 1            | 4            | 5            | 4      | 1      | 1      | 2      | 6      | 8      | -2  |
| Totale               | 54    | 19      | 13      | 4       | 2       | 32      | 15      | 19           | 5            | 8            | 6            | 20           | 19           | 38     | 18     | 12     | 8      | 52     | 34     | +18 |

### Statistiche dei giocatori
Durante la stagione vennero espulsi dal campo una sola volta Cera, Martiradonna, Niccolai e Di Carmine.
| Giocatore       | Serie A  | Serie A | Coppa Italia | Coppa Italia | Coppa Anglo-Italiana | Coppa Anglo-Italiana | Totale   | Totale |
| Giocatore       | Presenze | Reti    | Presenze     | Reti         | Presenze             | Reti                 | Presenze | Reti   |
| --------------- | -------- | ------- | ------------ | ------------ | -------------------- | -------------------- | -------- | ------ |
| E. Albertosi    | 29       | -22     | 4            | -3           | 2                    | -3                   | 35       | -28    |
| M. Brugnera     | 29       | 5       | 3            | 0            | 1                    | 0                    | 33       | 5      |
| P. Cera         | 26       | 0       | 4            | 0            | 4                    | 0                    | 34       | 0      |
| R. Copparoni    | 0        | 0       | 0            | 0            | 2                    | -5                   | 2        | -5     |
| R. Dessì        | 3        | 0       | 1            | 0            | 2                    | 0                    | 6        | 0      |
| E. Di Carmine   | 0        | 0       | 0            | 0            | 1                    | 0                    | 1        | 0      |
| A. Domenghini   | 23       | 2       | 3            | 1            | 0                    | 0                    | 26       | 3      |
| S. Gori         | 20       | 4       | 4            | 0            | 2                    | 0                    | 26       | 4      |
| R. Greatti      | 10       | 0       | 4            | 0            | 3                    | 0                    | 17       | 0      |
| O. Lamagni      | 2        | 0       | 1            | 0            | 3                    | 0                    | 6        | 0      |
| R. Leschio      | 0        | 0       | 0            | 0            | 2                    | 0                    | 2        | 0      |
| B. Lombardi     | 0        | 0       | 0            | 0            | 1                    | 0                    | 1        | 0      |
| E. Mancin       | 21       | 1       | 3            | 0            | 4                    | 0                    | 28       | 1      |
| M. Martiradonna | 22       | 0       | 2            | 0            | 0                    | 0                    | 24       | 0      |
| Nenè            | 27       | 1       | 4            | 0            | 4                    | 0                    | 35       | 1      |
| C. Niccolai     | 26       | 0       | 3            | 0            | 4                    | 0                    | 33       | 0      |
| F. Poletti      | 25       | 0       | 4            | 0            | 4                    | 2                    | 33       | 2      |
| A. Reginato     | 1        | -1      | 0            | 0            | 0                    | 0                    | 1        | -1     |
| G. Riva         | 30       | 21      | 4            | 3            | 0                    | 0                    | 34       | 24     |
| R. Roffi        | 2        | 0       | 1            | 0            | 2                    | 1                    | 5        | 1      |
| G. Tomasini     | 28       | 0       | 2            | 0            | 4                    | 0                    | 34       | 0      |
| A. Vitali       | 24       | 3       | 4            | 2            | 4                    | 2                    | 32       | 7      |